# Tyler Edtmayer
Tyler Edtmayer (* 26. Dezember 2000 in Lenggries) ist ein professioneller deutscher Skateboarder, der in der Disziplin Park antritt.

## Leben
Edtmayer ist der Sohn einer US-Amerikanerin und fand im Alter von vier Jahren durch Auslandsbesuche in den USA Kontakt zum Skateboard-Sport. Nach seinem Realschulabschluss wurde er Skateboard-Profi.
Im Jahr 2018 gewann Tyler Edtmayer im Rahmen der Skateweek (SKTWK) im Düsseldorfer Skatepark Eller die deutsche Skateboard-Meisterschaft in der Disziplin Park. 2019 wiederholte er diesen Erfolg an gleicher Stelle.
Im Jahr 2019 wurde er bei der Weltmeisterschaft 17. Er wurde 2021 als einziger männlicher Teilnehmer Deutschlands für die olympische Premiere im Skateboard nominiert. Bei den Olympischen Spielen in Tokio am 5. August 2021 belegte Tyler Edtmayer den 15. Platz und konnte sich somit nicht für das Finale qualifizieren. Mit einem gebrochenen Arm erzielte Edtmayer dort 61,78 Punkte.